# Adam Carse
Adam Carse (* 19. Mai 1878 in Newcastle upon Tyne; † 2. November 1958 in Great Missenden, Buckinghamshire) war ein englischer Sammler und Komponist.

## Leben
Carse erhielt seine Ausbildung in Hannover und an der Royal Academy of Music. Nachdem er ab 1909 als Assistant Music Master am Winchester College tätig gewesen war, kehrte er 1922 als Professor für Harmonielehre und Kontrapunkt zur Royal Academy of Music zurück und wurde noch im selben Jahr Professor.
Carse erwarb sich hohes Ansehen durch seine Studien zur Geschichte der Instrumente und des Orchesters sowie für seine Sammlung von rund 350 alten Blasinstrumenten, die er 1947 dem Horniman Museum in London übergab. Er interessierte sich als Historiker für die Entwicklung der Instrumente von ihrer ursprünglichen bis zu ihrer modernen Form. 